# Torfstechmaschine
Als Torfstechmaschine (kurz: STEBA) bezeichnet man eine kontinuierlich selbstfahrende Torfabbaumaschine mit Antriebsmotor.

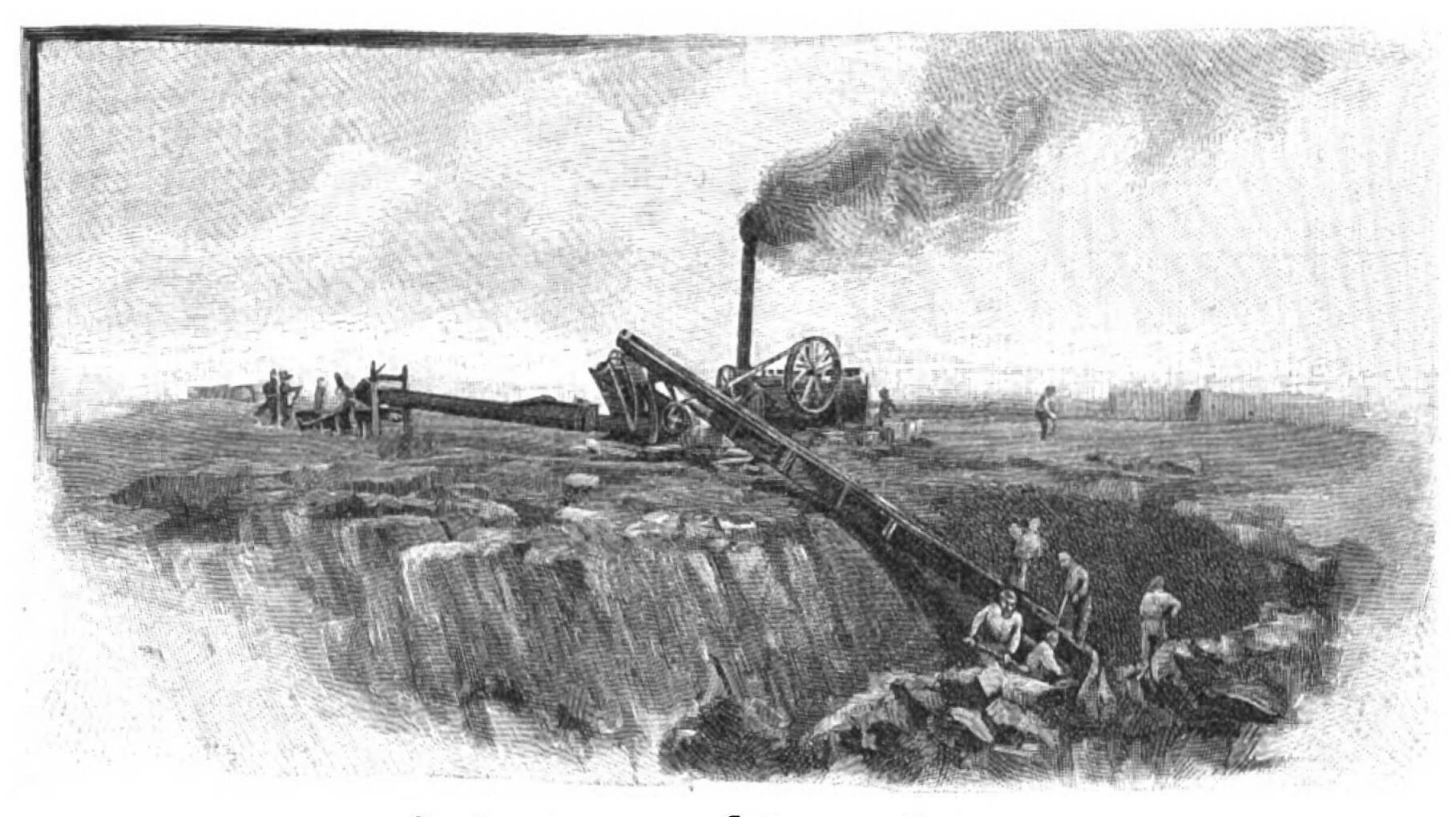
Torfbereitung mit Hilfe von Maschinen. Nach einer Originalzeichnung von G. Bakenhus, in: Franz Poppe: Eine Wanderung durch das oldenburgische Moorgebiet, Die Gartenlaube (1898), S. 696–700.

## Geschichte
Die Maschine zum maschinellen Torfabbau in Form von Torfscheiben (Sodenscheiben mit Kantenlänge von rund 15 Zentimetern) wurde von dem deutschen Unternehmer Hermann Backers (1916–2003) aus Twist erfunden und 1952 patentiert. Die Maschine ersetzte die Arbeit von rund zehn Torfstechern, die bis dahin von Hand den Torf abbauen mussten. Dieses Torfstechen von Hand war eine körperlich extrem anstrengende Arbeit.
Die erste von drei Torfstechmaschinen wurden 1956 im Hahnenmoor bei Herzlake eingesetzt. Die von Backers entwickelten raupenmobilen Torfstechmaschinen mit eigenem Antrieb wurde danach weltweit in großen Stückzahlen verkauft. Vorwiegend wurde sie in Europa, Chile und Kanada eingesetzt. Die letzten beiden von „Backers Maschinenbau GmbH“ gebauten Maschinen wurden 1997 nach Bosnien ausgeliefert.

## Abbautechnik
Bei Neuanstich eines Torfabbaugebietes fährt die durch einen Dieselmotor angetriebene Stechmaschine auf die Moorfläche. Mit dem ersten Anstich wird zugleich auch von dieser Maschine ein Graben für die Moorentwässerung angelegt. Der so genannte Stechkasten verweilt für die Zeit des rund 80 Zentimeter tiefen Stechvorganges auf der Stelle. Nachdem der Stechhub ausgeführt ist, werden mittels Schwenkklappen zwei Soden in eine waagrechte Position gehoben. Die einzelnen Soden werden dann durch ein Vorschneidemesser an der Rückseite des Stechmessers in Scheiben geschnitten und seitlich neben der Maschine zum Trocknen und späteren Verladen und Abtransport abgelegt. Danach wiederholt sich der Vorgang aufs Neue. Die Torfstechmaschinen kann bei einem Vorschub von rund 15 Zentimeter pro Minute rund 14 Sodenscheiben bei 1,50 bis 2,00 Meter Grabenlänge bei einer Stechtiefe von 0,80 m und einer Stechbreite von 0,84 m ausheben. Die Tagesleistung der Maschine liegt bei rund 1,5 Kilometer Abbaustrecke.
Nach dem Abbau der Soden mittels der Torfstechmaschine wird die Fläche durch Tiefpflügen nachbearbeitet, um die Torfreste mit den darunter liegenden Sandschichten zu vermischen damit der Boden besser rekultivierbar gemacht wird.